# Amro El Geziry
Amro Abdulrahman Ali El Geziry (em árabe: عمرو عبد الرحمن علي الجزيري; Cairo, 19 de novembro de 1986) é um pentatleta egípcio, naturalizado estadunidense. 

## Carreira
El Geziry representou o Egito em três edições de Jogos Olímpicos, terminando na 25ª colocação na sua última participação em 2016. Em junho de 2017 juntou-se ao exército dos Estados Unidos, após se casar com a também pentatleta Isabella Isaksen.